# Dražan Jerković
Dražan Jerković (Šibenik, 6. kolovoza 1936. – Zagreb, 9. prosinca 2008.), hrvatski nogometaš, reprezentativac, trener, športski direktor i izbornik. Podrijetlom je s otoka Hvara, iz Bogomolja. Otac mu je iz Bogomolja poslom otišao u Šibenik i poslije u Zagreb.

## Igrač
Bio je klasičan napadač, «plavi 9». Od najmlađih dana bio je član zagrebačkog Dinama, s kojim je osvojio prvenstvo države (1957./58.) i dva puta Kup maršala Tita (1959./60. i 1964./65.). Pred kraju igračke karijere otišao je belgijskom klubu FC Gantoise. Međutim, na treningu se ozlijedio pa je prekinuo već potpisani ugovor i vratio se u Zagreb.
Na 315 utakmica polučio je čak 322 zgoditaka, u prosjeku više od jednog gola po utakmici, što ga čini najučinkovitijim strijelcem Dinama svih vremena.

## Reprezentativac
Za hrvatsku nogometnu reprezentaciju nastupio je jedno poluvrijeme. Bilo je to 12. rujna 1956., u Zagrebu protiv Indonezije (pobjeda 5:2), kada ga je u drugom poluvremenu zamijenio Ivan Medle. Bila je to jedina međunarodna utakmica koju je hrvatska reprezentacija odigrala u vrijeme dok je bila sastavni dio Jugoslavije.
U reprezentaciji Jugoslavije kao igrač Dinama odigrao je 21 utakmicu i postigao 11 pogodaka. Na Europskom prvenstvu 1960. u Francuskoj, s jugoslavenskim sastavom pripalo mu je srebreno odličje. U polufinalu tog prvenstva postigao je dva pogotka, kada je Jugoslavija izbacila Francusku (5:4), a u finalu su izgubili od SSSR-a 2:1 nakon produžetaka.
Putovao je i na Svjetsko prvenstvo 1958., ali nije nastupio.

#### Najbolji strijelac SP
Na Svjetskom prvenstvu 1962. u Čileu, pod jugoslavenskom zastavom bio je četvrti, a s 4 zgoditka dijelio je prvo mjesto na ljestvici najboljih strijelaca s još petoricom igrača (Čileancem Leonelom Sánchezom, Brazilcima Garrinchom i Vaváom, Mađarom Flóriánom Albertom, te Valentinom Ivanovim iz Sovjetskog Saveza).

## Trener
Nakon igračke nastavio je s trenerskom karijerom. Bio je tehnički direktor i trener klubova NK Dinamo Zagreb, austrijskih INCO Klagenfurt i Villach, NK Dinamo Vinkovci, te NK Zagreb. 

## Sportski direktor
Sportski direktor bio je od 1983. do 1989. u vinkovačkom Dinamu, a od 1989. do 2000. u NK Zagrebu.

## Izbornik

#### Jugoslavija
Bio je izbornik u bivšoj državi jedanput i to za Mediteranske igre 1971. u turskom Izmiru, kada je osvojeno prvo mjesto i zlatno odličje. Bio je u stručnom stožeru Jugoslavije za Svjetsko prvenstvo 1982. u Španjolskoj.

#### Hrvatska
Od 1. rujna 1990. do 24. lipnja 1992. prvi je izbornik u slobodnoj Republici Hrvatskoj. Imao je priliku i čast povesti hrvatske izabranike na europsku i svjetsku scenu pod vlastitom zastavom i himnom, poslije punih 46 godina (ako izuzmemo utakmicu 1956. protiv Indonezije za vrijeme FNRJ). Vodio je hrvatsku reprezentaciju prvi put 17. listopada 1990. godine u Zagrebu, u prvoj povijesnoj prijateljskoj utakmici hrvatske nogometne reprezentacije od uspostave neovisnosti protiv reprezentacije SAD-a, u kojoj je Hrvatska pobijedila 2:1., zatim protiv Rumunjske u Rijeci (2:0), te u Murskoj Soboti u gostujućoj pobjedi protiv Slovenije od 1:0.

## Bolest i smrt
Dugo godina je bolovao od šećerne bolesti, zbog koje mu je 2. prosinca, 2008. u KBC Zagreb u Zagrebu amputirana lijeva noga. Nakon operacije je rekao "Ionako mi lijeva ne treba, s njom nikad nisam zabijao". Umro je u bolnici 7 dana poslije, 9. prosinca, 2008.

## Vanjske poveznice
- Dražan Jerković, jedan od najboljih hrvatskih nogometaša svih vremena
- Profil na službenim stranicama jugoslavenske reprezentacije